# 西山茂 (編集技師)
西山 茂（にしやま しげる）は、日本の編集技師。リアル・ティの代表取締役・ゼネラルエディター。福島県いわき市出身。J.C.STAFF、A-1 Pictures、Bonesや細田守作品を多く手がけた。タバックで主に東映アニメーション作品の編集を行っていたが、2006年3月に独立し、リアル・ティを設立した。

## 参加作品

### テレビアニメ
1991年
- キン肉マン キン肉星王位争奪編
- ゲッターロボ號

1993年
- SLAM DUNK

1996年
- セイバーマリオネットJ

1997年
- 少女革命ウテナ

1998年
- セイバーマリオネットJ to X
- ふしぎ魔法ファンファンファーマシィー

1999年
- へっぽこ実験アニメーション エクセル・サーガ

2001年
- 新白雪姫伝説プリーティア
- ちっちゃな雪使いシュガー
- ののちゃん
- 魔法戦士リウイ

2002年
- 藍より青し
- あずまんが大王

2003年
- 藍より青し〜縁〜
- 一騎当千
- ガンパレード・マーチ 〜新たなる行軍歌〜
- 真月譚 月姫
- まぶらほ
- 魔法遣いに大切なこと

2004年
- うた∽かた
- 光と水のダフネ
- 忘却の旋律

2005年
- ARIA The ANIMATION
- 奥さまは魔法少女
- 極上生徒会
- 灼眼のシャナ
- 絶対少年
- スターシップ・オペレーターズ
- ハチミツとクローバー
- ふしぎ星の☆ふたご姫

2006年
- あさっての方向。
- ARIA The NATURAL
- Winter Garden ウィンターガーデン
- 桜蘭高校ホスト部
- 家庭教師ヒットマンREBORN!
- TOKYO TRIBE2
- ハチミツとクローバーII
- ふしぎ星の☆ふたご姫 Gyu!
- よみがえる空 -RESCUE WINGS-

2007年
- おおきく振りかぶって
- キミキス pure rouge
- 灼眼のシャナII
- 神曲奏界ポリフォニカ
- スカイガールズ
- Devil May Cry
- のだめカンタービレ
- ロビーとケロビー

2008年
- ケメコデラックス!
- シゴフミ
- スレイヤーズREVOLUTION
- ソウルイーター
- とある魔術の禁書目録
- とらドラ!
- 隠の王
- ネオ アンジェリーク Abyss
- ネオ アンジェリーク Abyss -Second Age-
- のだめカンタービレ 巴里編
- PERSONA -trinity soul-

2009年
- 11eyes
- スレイヤーズEVOLUTION-R
- とある科学の超電磁砲
- ミラクル☆トレイン〜大江戸線へようこそ〜

2010年
- 裏切りは僕の名前を知っている
- おおきく振りかぶって 〜夏の大会編〜
- おとめ妖怪 ざくろ
- 侵略!イカ娘
- STAR DRIVER 輝きのタクト
- 世紀末オカルト学院
- 閃光のナイトレイド
- とある魔術の禁書目録II
- のだめカンタービレ フィナーレ

2011年
- あの日見た花の名前を僕達はまだ知らない。
- うたの☆プリンスさまっ♪ マジLOVE1000%
- 神様のメモ帳
- ［C］
- 灼眼のシャナIII-FINAL-
- 侵略!?イカ娘
- たまゆら〜hitotose〜
- 緋弾のアリア
- フリージング
- 輪るピングドラム
- 夢喰いメリー

2012年
- あの夏で待ってる
- アルカナ・ファミリア -La storia della Arcana Famiglia-
- キルミーベイベー
- さくら荘のペットな彼女
- じょしらく
- ソードアート・オンライン
- つり球
- リトルバスターズ!

2013年
- うたの☆プリンスさまっ♪ マジLOVE2000%
- ガッチャマン クラウズ
- 銀の匙 Silver Spoon
- ゴールデンタイム
- ソードアート・オンライン Extra Edition
- たまゆら〜もあぐれっしぶ〜
- とある科学の超電磁砲S
- フリージング ヴァイブレーション
- 魔界王子 devils and realist
- リトルバスターズ! 〜Refrain〜

2014年
- いなり、こんこん、恋いろは。
- キャプテン・アース
- ソードアート・オンラインII
- 風雲維新ダイ☆ショーグン
- まじもじるるも

2015年
- ガッチャマン クラウズ インサイト
- 血界戦線
- 食戟のソーマ
- ヘヴィーオブジェクト
- ユリ熊嵐

2016年
- 終末のイゼッタ
- 食戟のソーマ 弐ノ皿
- タブー・タトゥー
- 文豪ストレイドッグス
- 僕だけがいない街

2017年
- 亜人ちゃんは語りたい
- スクールガールストライカーズ Animation Channel

2018年
- 音楽少女

2025年
- ハニーレモンソーダ 

### 劇場アニメ
1993年
- Dr.スランプ アラレちゃん んちゃ!ペンギン村より愛をこめて

1994年
- スラムダンク
- スラムダンク 全国制覇だ! 桜木花道

1995年
- スラムダンク 湘北最大の危機! 燃えろ桜木花道
- スラムダンク 吠えろバスケットマン魂!! 花道と流川の熱き夏

1999年
- 少女革命ウテナ アドゥレセンス黙示録
- 劇場版 遊☆戯☆王

2000年
- デジモンアドベンチャー02 前編・デジモンハリケーン上陸!!／後編・超絶進化!!黄金のデジメンタル

2001年
- デジモンアドベンチャー02 ディアボロモンの逆襲

2002年
- ギルステイン

2005年
- 金色のガッシュベル!! メカバルカンの来襲

2006年
- 時をかける少女

2007年
- 劇場版 灼眼のシャナ

2009年
- サマーウォーズ

2012年
- おおかみこどもの雨と雪
- マジック・ツリーハウス

2013年
- 劇場版 あの日見た花の名前を僕達はまだ知らない。
- 劇場版 とある魔術の禁書目録 -エンデュミオンの奇蹟-
- スタードライバー THE MOVIE

2015年
- 心が叫びたがってるんだ。
- 百日紅 〜Miss HOKUSAI〜
- バケモノの子

2016年
- 同級生

2017年
- 劇場版 ソードアート・オンライン -オーディナル・スケール-

2018年
- 劇場版 文豪ストレイドッグス DEAD APPLE
- モンスターストライク THE MOVIE ソラノカナタ

2019年
- バースデー・ワンダーランド
- HELLO WORLD
- 空の青さを知る人よ

2020年
- 魔女見習いをさがして

2021年
- 竜とそばかすの姫

2023年
- 劇場版アイドリッシュセブン LIVE 4bit BEYOND THE PERiOD

2024年
- 劇場版モノノ怪 唐傘
- ふれる。

### OVA
1991年
- 3×3 EYES

1995年
- 3×3 EYES -聖魔伝説-
- 新海底軍艦

1997年
- またまたセイバーマリオネットJ

1999年
- 学校が怖い

2000年
- 天使禁猟区「物質界編」

2001年
- エイリアン9
- KIZUNA -絆- 恋のから騒ぎ

2002年
- 高校鉄拳伝タフ

2003年
- エイケン エイケンヴより愛をこめて

2005年
- 撲殺天使ドクロちゃん

2009年
- 灼眼のシャナS

2010年
- 今日、恋をはじめます
- たまゆら

2012年
- 侵略!!イカ娘

2015年
- たまゆら〜卒業写真〜

2019年
- まじもじるるも 完結編